# (19988) 1990 QW3
(19988) 1990 QW3 là một tiểu hành tinh vành đai chính. Nó được phát hiện bởi Henry E. Holt ở Đài thiên văn Palomar ở Quận San Diego, California, ngày 22 tháng 8 năm 1990.